# Molly Hill
Der Molly Hill ist ein rund 135 m hoher Hügel auf Bird Island vor der nordwestlichen Spitze Südgeorgiens. Er ragt zwischen der Evermann Cove und der Johnson Cove im Westen der Insel auf.
Der Name des Hügels ist von der Bezeichnung Mollymauk für den Schwarzbrauenalbatros abgeleitet, der in großer Zahl auf diesem Hügel brütet. Laut UK Antarctic Place-Names Committee ist der Name seit mindestens 1963 etabliert.